# Liste der Kulturdenkmale in Sabiñánigo
In der Liste der Kulturdenkmale in Sabiñánigo sind alle sieben Kulturdenkmale (Bien de Interés Cultural) der spanischen Gemeinde (Municipio) Sabiñánigo aufgeführt.

## Liste
| Bild           | Bezeichnung                     | Lage                          | Beschreibung | Bauzeit             | Eingetragen seit  | Denkmal- nummer |
| -------------- | ------------------------------- | ----------------------------- | ------------ | ------------------- | ----------------- | --------------- |
| BW             | Barrio del Puente de Sabiñanigo | El Puente de Sabiñánigo Karte | Ortsteil     |                     | 15. Dezember 1982 | RI-53-0000276   |
| weitere Bilder | San Martín                      | Arto Karte                    | Kirche       | 11./12. Jahrhundert | 12. November 1982 | RI-51-0004734   |
| weitere Bilder | Santa María                     | Isún de Basa Karte            | Kirche       | 11. Jahrhundert     | 12. November 1982 | RI-51-0004743   |
|                | San Pedro                       | Lasieso                       | Kirche       | 11. Jahrhundert     | 12. November 1982 | RI-51-0004735   |
|                | San Martín                      | Ordovés                       | Kirche       | 11. Jahrhundert     | 12. November 1982 | RI-51-0004741   |
| weitere Bilder | San Andrés                      | Satué Karte                   | Kirche       | 11. Jahrhundert     | 12. November 1982 | RI-51-0004742   |
| weitere Bilder | San Pedro                       | Lárrede Karte                 | Kirche       | 10./11. Jahrhundert | 3. Juni 1931      | RI-51-0000634   |